# Baldakin
Baldakin (italiensk baldacchino, fransk baldaquin, egentlig et i Bagdad fremstillet guldbrokade), en pragthimmel af kostbare, rigt baldyrede stoffer. Et telt- eller skærmagtigt dække, enten befæstet til en væg eller frit båret af søjler, anbragt over en trone, en prædikestol, et alter eller en himmelseng. Baldakin over et bord kaldes en bordhimmel og som de andre baldakiner, skal den beskytte mod støv og skidt. Også et lille, på konsoller eller søjler hvilende stentag over en niche i Ægypten, i Middelalderen et gravmonument eller en statue. Oprindelig en firkantet silkebrokadesskærm båret på fire stænger, som ved kroningsfester, indtog eller andre festlige lejligheder blev holdt over  fyrsten eller den høje gejstlige, dels til værn mod Solen (den er indført fra Orienten som fyrstelig gave), dels som æresbevisning. I nutiden anvendes baldakin kun i denne betegnelse i de katolske lande ved kirkelige processioner, hvor den holdes over den gejstlige, som bærer monstransen.

## Reference
1. ↑  "Frederiks 2.s bordhimmel: SLKE". Arkiveret fra originalen 22. november 2014. Hentet 2. december 2014.